# Caifanes
Caifanes sono un gruppo rock messicano, formato a Città del Messico nel 1987. Sono riconosciuti come uno dei più importanti gruppi musicali nella storia del Messico. Inoltre, i loro quattro album sono stati considerati dischi molto importanti nella storia musicale messicana.

## Discografia
- 1988 - Caifanes I
- 1990 - Caifanes II
- 1992 - El Silencio
- 1994 - El nervio del volcán